# Nuevo Ixtepec
Nuevo Ixtepec är en ort i Mexiko.   Den ligger i kommunen Motozintla och delstaten Chiapas, i den sydöstra delen av landet, 900 km sydost om huvudstaden Mexico City. Nuevo Ixtepec ligger 1 589 meter över havet och antalet invånare är 233.
Terrängen runt Nuevo Ixtepec är kuperad åt sydväst, men åt nordost är den bergig. Runt Nuevo Ixtepec är det ganska tätbefolkat, med 78 invånare per kvadratkilometer. Närmaste större samhälle är Motozintla de Mendoza, 18,0 km öster om Nuevo Ixtepec. I omgivningarna runt Nuevo Ixtepec växer i huvudsak städsegrön lövskog.